# Маний Аквилий (консул 129 пр.н.е.)
Вижте пояснителната страница за други личности с името Маний Аквилий.
Маний Аквилий (на латински: Manius Aquillius) e от рода на Аквилиите и през 129 пр.н.е. консул.
Той потушава въстанието на Аристоник, син на царя на Пергам Евмен II, в Мала Азия. По време на приготовленията за празника на победителите умира неговият колега Перперна в Пергамон. Маний Аквилий получава триумф през 126 пр.н.е.
Неговият син Маний Аквилий e консул през 101 пр.н.е.